# Маслов, Владимир Александрович (Герой Советского Союза)
Владимир Александрович Маслов (1911—1983) — подполковник Советской Армии, участник Великой Отечественной войны, Герой Советского Союза (1945).

## Биография
Владимир Маслов родился 30 июня 1911 года в деревне Коньково (ныне — Старицкий район Тверской области). Рано остался без родителей, рос в детском доме. Окончил школу фабрично-заводского ученичества и рабфак, работал в типографии. В 1934 году Маслов был призван на службу в Рабоче-крестьянскую Красную Армию. Окончил Севастопольскую военную авиационную школу пилотов. С июня 1941 года — на фронтах Великой Отечественной войны.
К январю 1945 года гвардии майор Владимир Маслов был заместителем командира 9-го гвардейского бомбардировочного авиаполка 7-й гвардейской бомбардировочной авиадивизии 2-го гвардейского бомбардировочного авиакорпуса 18-й воздушной армии. К тому времени он совершил 240 боевых вылетов на бомбардировку скоплений боевой техники и живой силы противника, его важных объектов, нанеся ему большие потери. 226 боевых вылетов совершил в тёмное время суток.
Указом Президиума Верховного Совета СССР от 29 июня 1945 года за «мужество и героизм, проявленные при нанесении бомбардировочных ударов по врагу», гвардии майор Владимир Маслов был удостоен высокого звания Героя Советского Союза с вручением ордена Ленина и медали «Золотая Звезда».
После окончания войны Маслов продолжил службу в Советской Армии. Окончил Высшую офицерскую лётно-тактическую школу. В 1953 году в звании подполковника Маслов был уволен в запас. Проживал в Ленинграде, работал на Кировском заводе. Умер 16 сентября 1983 года, похоронен на Ново-Волковском кладбище Санкт-Петербурга.
Был награждён двумя орденами Ленина, орденами Красного Знамени, Александра Невского, Отечественной войны 1-й степени и Красной Звезды, рядом медалей.